# Cratere Maclaurin
Maclaurin, o secondo una forma caduta in disuso MacLaurin, è un cratere lunare intitolato al matematico scozzese Colin Maclaurin. Si trova nella parte orientale della faccia visibile della Luna, a sudest del piccolo Mare Spumans, e a nordest del più ampio cratere Langrenus. Ad est-sudest si trova il cratere Gilbert.
Il bordo del cratere è piuttosto inusuale visto il gran numero di crateri minori con esso confinanti. Lungo l'orlo settentrionale si trovano 'Maclaurin O' e 'Maclaurin K', entrambi riempiti di lava. Si trovano crateri satelliti anche lungo le pareti nordest, est e sud. Le uniche sezioni aperte del bordo si trovano ad ovest ed un'altra, più piccola, a sudest. I tre crateri lungo l'orlo meridionale, inclusi 'Maclaurin A' e 'Maclaurin N', sono abbastanza all'interno della formazione da aver spianato leggermente la fine del cratere, che tuttavia mantiene una forma abbastanza circolare.
Le pareti interne scendono dolcemente fino alla sezione piana centrale. La parte di mezzo del fondo è stata ricoperta probabilmente da lava basaltica, visto che presenta un'albedo più bassa. Nel punto centrale del cratere si osserva un modesto pinnacolo.

## Crateri correlati
Alcuni crateri minori situati in prossimità di Maclaurin sono convenzionalmente identificati, sulle mappe lunari, attraverso una lettera associata al nome.
| Maclaurin | Latitudine | Longitudine | Diametro |
| --------- | ---------- | ----------- | -------- |
| A         | 3.0° S     | 67.6° E     | 29 km    |
| B         | 3.6° S     | 71.4° E     | 43 km    |
| C         | 1.1° S     | 69.6° E     | 26 km    |
| D         | 7.1° S     | 69.9° E     | 10 km    |
| E         | 3.5° S     | 65.7° E     | 20 km    |
| G         | 7.0° S     | 66.9° E     | 12 km    |
| H         | 1.6° S     | 64.1° E     | 41 km    |
| J         | 2.2° S     | 69.4° E     | 16 km    |
| K         | 0.9° S     | 66.9° E     | 34 km    |
| L         | 1.4° S     | 71.7° E     | 30 km    |
| M         | 4.8° S     | 69.4° E     | 42 km    |
| N         | 3.8° S     | 68.4° E     | 29 km    |
| O         | 0.3° S     | 67.9° E     | 37 km    |
| P         | 6.0° S     | 69.4° E     | 29 km    |
| T         | 1.8° S     | 65.4° E     | 35 km    |
| U         | 3.9° S     | 66.2° E     | 19 km    |
| W         | 0.5° N     | 68.1° E     | 21 km    |
| X         | 0.1° S     | 68.7° E     | 24 km    |

I crateri che seguono sono stati ribattezzati dall'Unione Astronomica Internazionale. 
- Maclaurin F — Vedi cratere von Behring
- Maclaurin R — Vedi cratere Morley
- Maclaurin S — Vedi cratere Hargreaves
- Maclaurin Y — Vedi cratere Born